# Conchapelopia cygnus
Conchapelopia cygnus är en tvåvingeart som först beskrevs av Jean-Jacques Kieffer 1914.  Conchapelopia cygnus ingår i släktet Conchapelopia och familjen fjädermyggor. Inga underarter finns listade i Catalogue of Life.